# 迎水乡
迎水乡，是中华人民共和国四川省广元市剑阁县曾经下辖的一个乡。2020年5月，撤销迎水乡，将其所属行政区域划归开封镇管辖。

## 行政区划
迎水乡撤销前下辖以下地区：
迎水村、燕子村、玉清村、马林村、慈恩村、天珠村、双龙村、寺坝村和白顶村。